# 梁凱晴 (香港區議員)
梁凱晴（英語：Jannelle Rosalynne Leung，1994年9月19日—），香港民主派政治家，觀塘願景召集人，曾任香港觀塘區議會月華選區議員、觀塘區發展及重建專責小組副主席。

## 生平
出生於英屬香港，在觀塘區長大。畢業於嘉諾撒聖瑪利書院及香港理工大學會計學系，畢業後曾於四大國際會計師事務所之一的畢馬威工作。
2021年4月30日，梁凱晴於香港區域法院承認在2020年6月4日晚上參與維園六四燭光晚會，明知而參與一個未經批准集結罪，因此被還押。5月6日，區域法院法官陳廣池判刑入獄4個月，但梁凱晴就刑期提出上訴。梁凱晴於7月20日刑滿出獄。

## 參政

### 2019年香港區議會選舉
梁凱晴於觀塘區議會月華選區進行地區工作，2019年香港爆發反送中運動，梁凱晴對香港特區政府漠視民意感到痛心，希望能夠透過地區工作，能夠為觀塘帶來改變。
梁凱晴宣佈代表觀塘願景參選2019年香港區議會選舉月華選區，10月8日遞交提名表格報名。

#### 遇襲事件
梁凱晴報名後當晚8時許在街站派發傳單期間遭一名綠衣老翁以硬物襲擊後腦，兇徒逞兇後逃去。梁凱晴其後由助理召救護車送往聯合醫院治理。
事發後，多名觀塘區民主派議員聯署譴責襲擊事件，指襲擊行為屬白色恐怖，「對參選自由造成極嚴重的威脅」。

#### 當選
梁凱晴獲2,969票當選，得票率為53.73%；另一位候選人兼時任新世紀論壇、創建力量區議員徐海山得票為2,557票，得票率為46.27%。該選區登記選民人數為7,719人，投票人數為5,542人，投票率為71.88%。

### 歷屆選舉結果
| 政党   | 政党            | 候选人    | 票数  | %     | ±      |
| ------ | --------------- | --------- | ----- | ----- | ------ |
|        | 新論壇/創建力量 | ①. 徐海山 | 2,557 | 46.27 | -22.37 |
|        | 觀塘願景        | ②. 梁凱晴 | 2,969 | 53.73 | 不適用 |
| 多数票 | 多数票          | 多数票    | 412   | 7.46  | 不適用 |

### 區議會問政
梁凱晴在觀塘區議會2020-2022年度共加入14個委員會。
- 文化、康樂及體育事務委員會委員（2020年-）
- 地區設施管理委員會委員（2020年-）
- 財務及行政委員會委員（2020年-）
- 食物、 環境及衞生委員會委員（2020年-）
- 房屋、規劃及地政事務委員會委員（2020年-）
- 保安及政制事務委員會委員（2020年-）
- 社會服務及青年發展委員會委員（2020年-）
- 交通及運輸委員會委員（2020年-）
- 觀塘區發展及重建專責小組副主席（2020年-）
- 解決觀塘區停車位不足工作小組成員（2021年-）
- 檢討區議會撥款工作小組成員（2020年-）
- 交通及運輸委員會轄下工作小組成員（2021年-）
- 關注劏房居民權益工作小組成員（2021年-）
- 社區關愛及支援工作計劃小組成員（2021年-）

### 呼籲市民支持醫護罷工
2020年初，最早從中華人民共和國湖北省武漢市爆發的武漢肺炎，因為中國共產黨蓄意隱瞞武漢肺炎疫情，導致武漢肺炎病毒迅速由武漢市蔓延至整個中國大陸乃至全球各國，然而香港特區政府無視武漢肺炎疫情帶來的風險，對香港民間強烈要求封關的聲音置若罔聞，依然開放香港的關口予中國大陸的人士進入，因此在香港感染武漢肺炎病毒的病患越來越多，大部分是從中國大陸傳入。在2019年12月成立，擁有過萬名醫管局員工會員的醫管局員工陣線於1月26日提出五個訴求，並表示若醫管局未有回應訴求，將會在2月3日發起罷工。梁凱晴亦拍攝影片聲援醫護，以「明年今日」作主題，呼籲大家以一切可行方法聲援醫護罷工，制止獨裁政權，免任由武漢肺炎病毒殺害港人。

### 口罩防疫包代購
觀塘區議員梁凱晴早前宣佈為月華居民搜羅130份口罩防疫包，並在2020年2月21日開放網上登記，並呼籲盡量讓弱勢社群優先購買。

### 橫額在一夜間被毀壞
2020年4月24日，梁凱晴在Facebook上載影片，指出在4月10日晚的一夜之間，她的8塊木製橫額被毀壞。她又指出根據市民的影片顯示，警員只是離事發地點50米，又與犯案者揮手，令她懷疑警方選擇性執法，表明會徹查事件，但至今未有回覆。

### 聲援被送中十二港人
2020年10月21日，12名港人於被送中後第60日，梁凱晴在觀塘站A出口擺設街站，要求中共當局立即釋放12名港人，並呼籲市民毋忘12名港人。

### 口罩代購優惠
觀塘區議員梁凱晴早前宣佈為月華居民搜羅130份口罩防疫包，並在2020年2月21日開放網上登記，並呼籲盡量讓弱勢社群優先購買。

## 軼事

### 支持曼聯
梁凱晴是曼聯球迷，因此引起部份非曼聯的球迷有很大反應，當中甚至有人指「後悔投比她」。梁則指球迷之間不應以球隊分化，自己只是支持一支球隊，呼籲大家不用「割蓆」。

### 與網民同遊觀塘
因觀塘交通擠塞問題嚴重，有網民在Facebook成立專頁，發洩對觀塘的不滿，後來梁凱晴與該專頁版主一起同遊觀塘，了解觀塘交通擠塞問題。

## 資料來源與註釋
1. ↑  . Facebook.   [2019-07-10]. （原始内容存档于2019-09-28）.
2. ↑  . 香港01. 2019-11-26  [2019-11-28]. （原始内容存档于2019-11-28）.
3. ↑  . The News Lens 關鍵評論. 2021-05-06  [2021-05-17]. （原始内容存档于2021-05-06）.
4. ↑  . BBC. 2021-05-06  [2021-05-17]. （原始内容存档于2021-06-03）.
5. ↑  . 蘋果日報. 2021-05-18  [2021-05-24]. （原始内容存档于2021-06-21）.
6. ↑  . 立場新聞. 2021-07-20. （原始内容存档于2021-07-20）.
7. ↑  陳康麒. . 香港獨立媒體. 2019-07-24  [2019-08-01]. （原始内容存档于2020-05-22）.
8. 1 2  .   [2019-10-09]. （原始内容存档于2019-12-23）.
9. ↑  .   [2019-10-09]. （原始内容存档于2019-12-03）.
10. ↑  . 選舉事務處.   [2019-11-25]. （原始内容存档于2019-11-28）.
11. ↑  . 立場新聞.   [2019-11-25]. （原始内容存档于2020-03-03）.
12. ↑   (PDF). 選舉事務處.   [2019-11-25]. （原始内容 (PDF)存档于2020-08-20）.
13. ↑  . 香港獨立媒體. 2019年11月25日  [2019年11月25日]. （原始内容存档于2020年2月2日）.
14. ↑  . 觀塘區議會.   [2020-06-11]. （原始内容存档于2020-06-11） （中文（香港））.
15. ↑  . 東網新聞 (2020-01-26).   [2020-02-10]. （原始内容存档于2020-02-22）.
16. ↑  . 東網新聞. 2020-02-01  [2020-02-10]. （原始内容存档于2020-02-02）.
17. ↑  【李八方online】梁凱晴拍片預告「明年今日」 籲市民支持醫護罷工 （页面存档备份，存于），蘋果日報，2020-2-5
18. ↑  Today, 編輯：Jetso. . Jetso Today 今日著數優惠折扣 - 著數情報、免費 Jetso、飲食情報、旅遊優惠、美容著數、免費試用裝. 2020-02-21  [2021-06-06]. （原始内容存档于2021-06-07） （美国英语）.
19. ↑  . 蘋果日報. 2020-04-25  [2020-04-25]. （原始内容存档于2020-09-04）.
20. ↑  觀塘願景 - 梁凱晴 Jannelle R. Leung. . 2020-10-21. （原始内容存档于2020-06-25）.
21. ↑  . Wen Jetso 搵著數 以更方便、更環保、更快捷的方法去搜尋著數 (Jetso) 消息。飲食、生活百貨、娛樂、服裝、食品、旅遊、數碼產品、電器、教育、寵物、運動及戶外、活動、美容及慈善等著數 (Jetso) 消息都可以輕鬆搜尋。. 2020-02-21  [2021-12-27]. （原始内容存档于2021-06-07） （中文（香港））.
22. ↑  . Apple Daily 蘋果日報.   [2020-05-12]. （原始内容存档于2020-06-11） （中文（香港））.
23. ↑  . 立場新聞. 2020-12-23  [2021-06-23]. （原始内容存档于2021-02-11）.

## 外部連結
- 觀塘區議會 - 觀塘區議會議員資料 梁凱晴女士（页面存档备份，存于）
- 梁凱晴Facebook專頁（页面存档备份，存于）
- 梁凱晴Instagram帳戶

| 議會席位      | 議會席位                                                              | 議會席位    |
| ------------- | --------------------------------------------------------------------- | ----------- |
| 前任： 徐海山 | 觀塘區議會 月華選區區議員 2020年1月1日－2021年7月9日                  | 繼任： 懸空 |
| 前任： 陳俊傑 | 觀塘區議會 觀塘區發展及重建專責小組副主席 2020年1月21日－2021年7月9日 | 繼任： 懸空 |
| 政党职务      |                                                                       |             |
| 首任          | 觀 觀塘願景召集人 2019年6月29日－                                     | 現任        |